# Angelo Scuri
Angelo Scuri (Firenze, 1959. december 24. –) olimpiai és világbajnok olasz tőrvívó.